# General Urquiza
General Urquiza is een plaats in het Argentijnse bestuurlijke gebied San Ignacio in de provincie Misiones. De plaats telt 1335 inwoners.
De Argentijnse luchtmacht opereert hier met lichte transportvliegtuigen.